# Sidomulyo Timur
Sidomulyo Timur is een bestuurslaag in het regentschap Pekanbaru van de provincie Riau, Indonesië. Sidomulyo Timur telt 26.010 inwoners (volkstelling 2010).